# Tadeusz Kubiś
Tadeusz Kubiś (ur. 1950) – polski koszykarz, występujący na pozycji obrońcy, mistrz Polski.

## Osiągnięcia
Klubowe
- Mistrz Polski (1974)
- Finalista pucharu Polski (1972)

Reprezentacja
- Brąz turnieju Alberta Schweitzera U–18 (1969 – Mannheim)